# Магри (платформа)
Ма́гри — платформа Северо-Кавказской железной дороги РЖД.
Расположена в микрорайоне Магри Лазаревского района города Сочи, Краснодарский край, Россия.

## Описание
Расположена на берегу Чёрного моря у впадения реки Магри.

## История
В 1956 году на платформе было построено станционное здание. 
В начале 2012 годов закончено строительство второго тоннеля.

## Фотогалерея

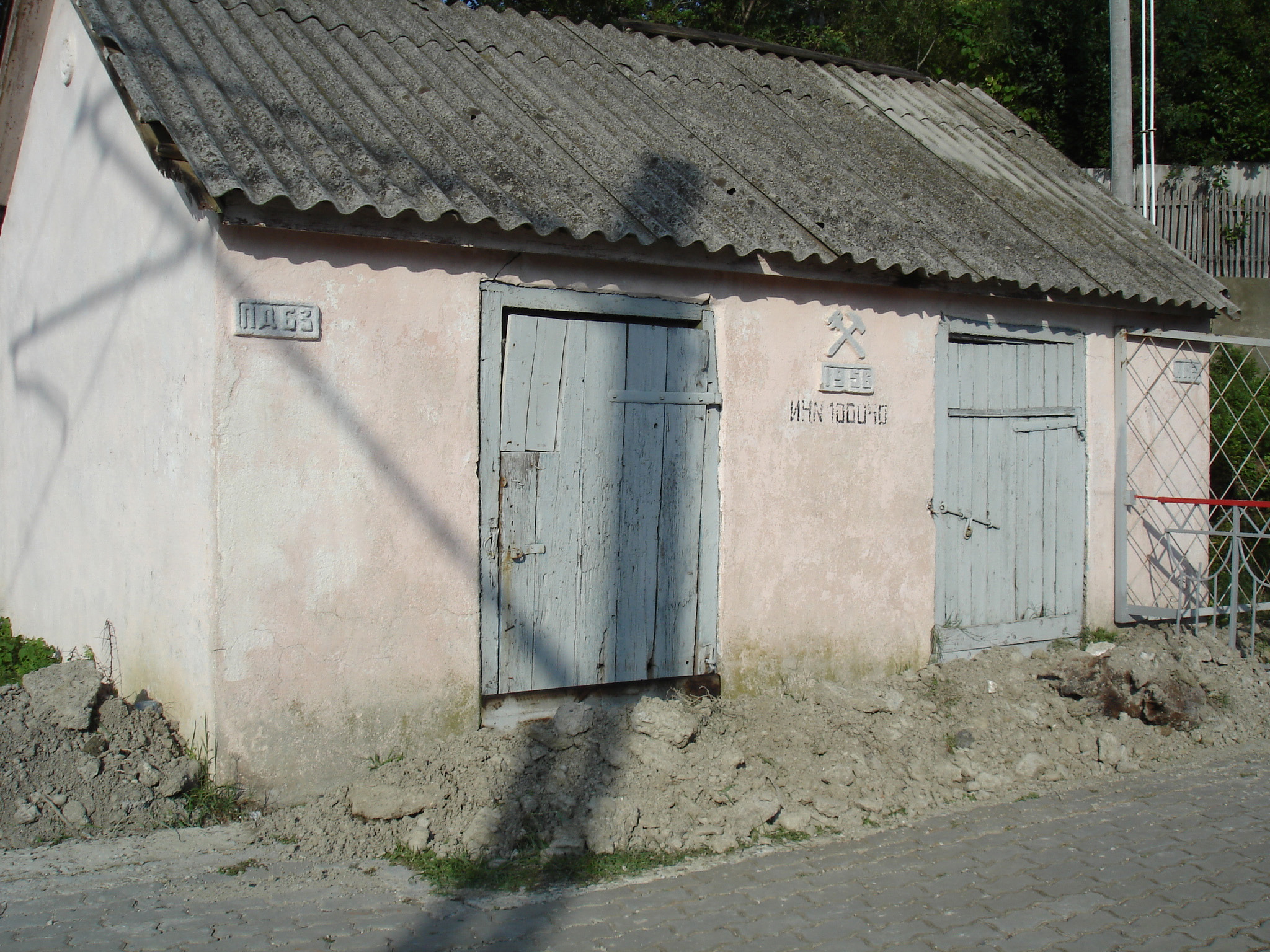
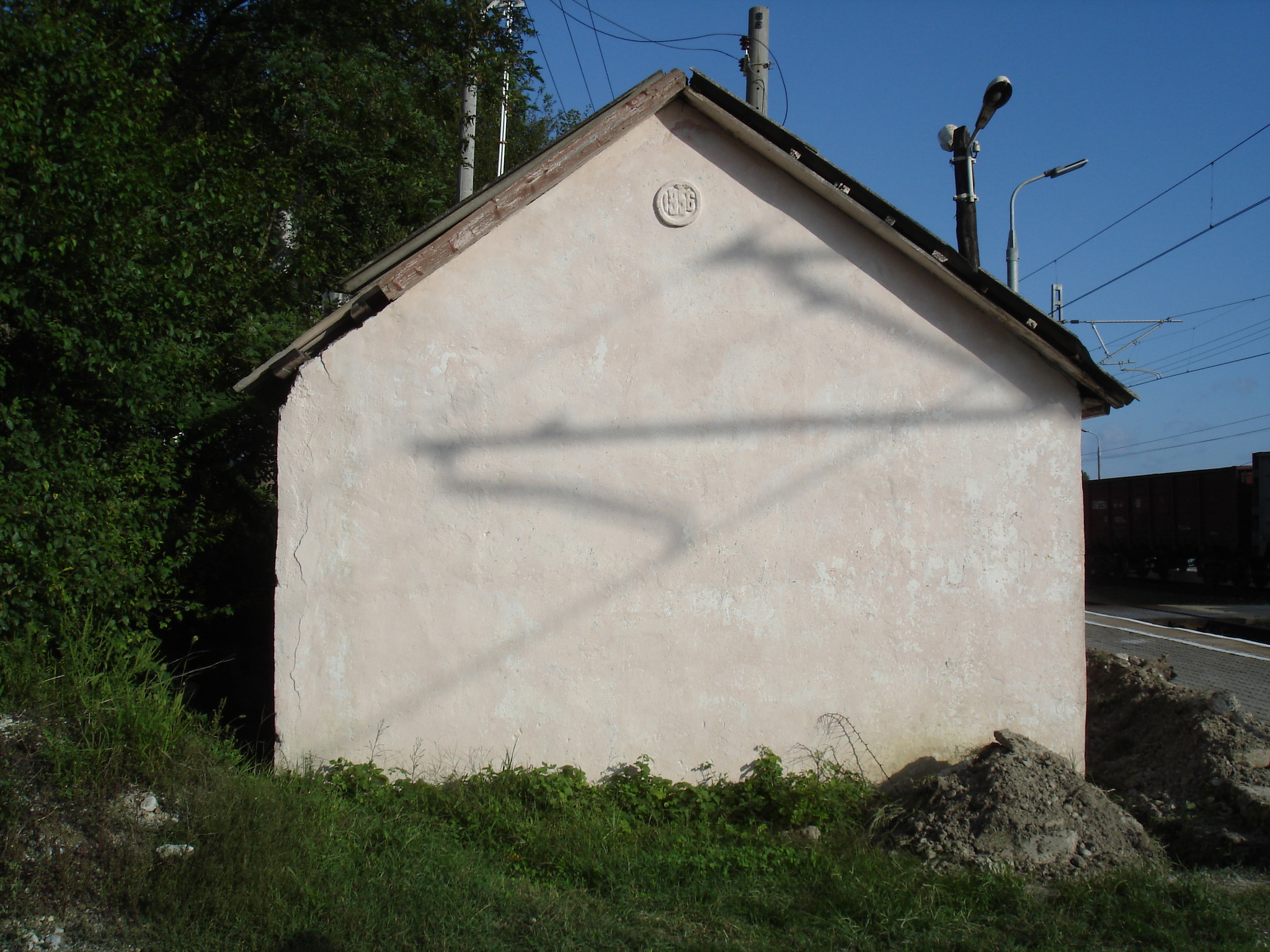
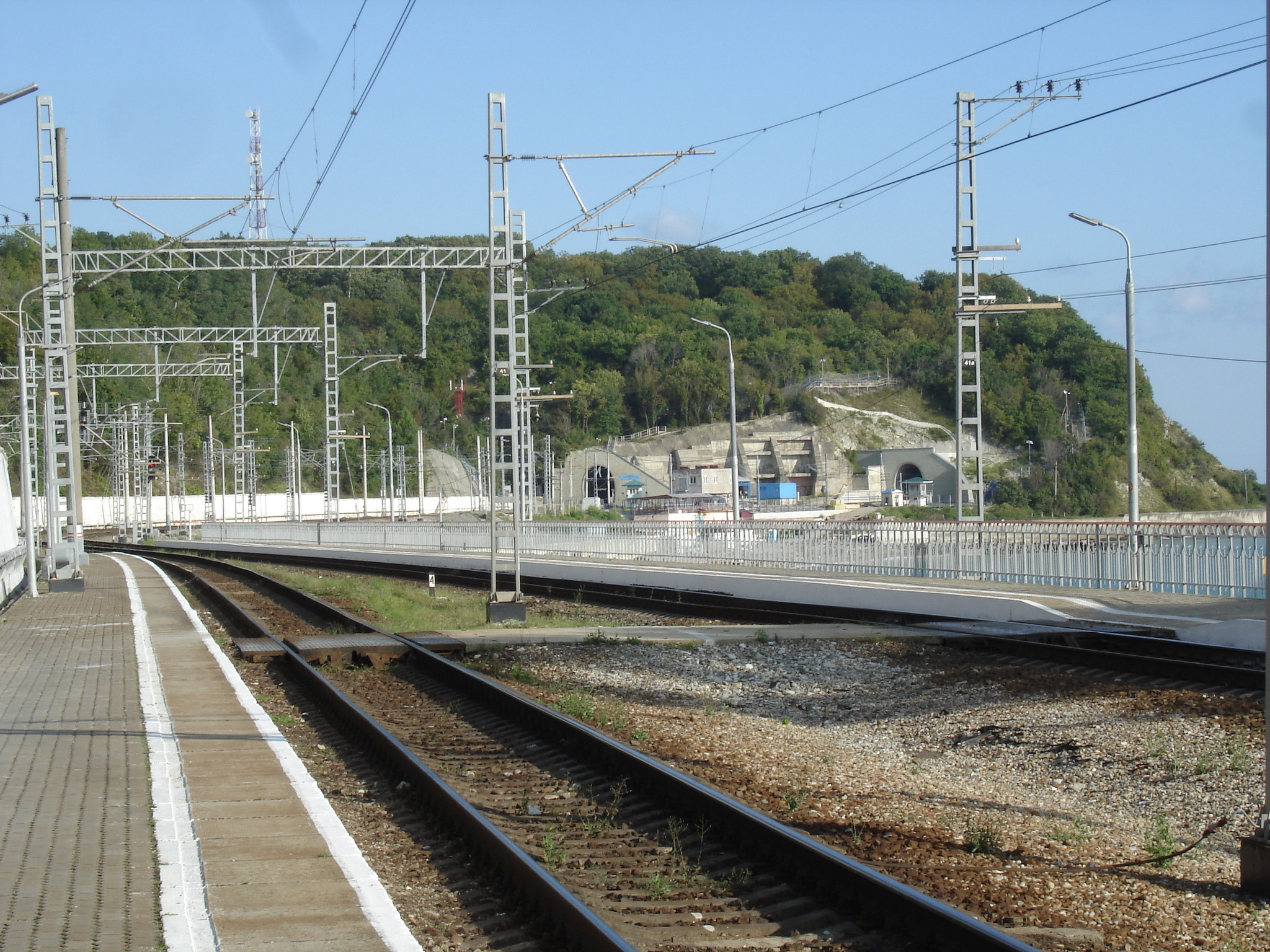